# إدارة نشطة
يشير مصطلح الإدارة النشطة أو ما يسمى بالاستثمار النشط لاستراتيجية في إدارة المحافظ الاستثمارية يقوم بها المدير بإجراء استثمارات محددة بهدف التفوق على أداء المؤشر المرجعي للاستثمار. يتوقع المستثمرون في نهج الإدارة الساكنة (السلبية) عائدًا يكرر قيمة الاستثمار عن كثب والمؤشر المرجعي ويستثمرون غالبًا في صندوق مرتبط بمؤشر مرجعي دون مغامرة.

## المبدأ الأساسي
يستغل المدير النشط عدم كفاءة السوق عن طريق شراء الأسهم والأوراق المالية ذات السعر المنخفض أو الهابط حديثًا، أو يقوم ببيع الأوراق المالية التي تباع بشكل مبالغ فيه، من الممكن أن يستخدم واحدة من هذه الطرق أو كلتيهما. تعمل الإدارة النشطة أيضًا على خلق تقلبات أقل من المؤشر القياسي اعتمادًا على أهداف محفظة الاستثمار المحددة أو الصندوق المشترك، تعمل الإدارة النشطة أيضًا في بعض الأحيان على خلق مخاطر وتقلبات أقل من المؤشر المرجعي في السوق. قد يكون إنشاء عائد استثمار أكبر من المؤشر المرجعي هدفًا هامًا من أجل الحد من المخاطر.
يمكن لمديري المحافظ النشطة استخدام مجموعة متنوعة من الطرق والاستراتيجيات لبناء محافظهم الاستثمارية. تشمل هذه الاستراتيجيات التدابير الكمية مثل نسبة السعر للأرباح ومؤشر نسبة الأرباح للنمو (بّي إي جي) والاستثمار في القطاعات التي تحاول توقع اتجاهات الاقتصاد الكلي على المدى البعيد (مثل التركيز على أسهم الطاقة أو الإسكان) وشراء أسهم الشركات التي أصبحت غير مؤهلة بشكل مؤقت أو شراء أسهمها بسعر منخفض عن قيمتها الحقيقية. تتبع بعض الصناديق الخاضعة للإدارة النشطة لاستراتيجيات أخرى مثل تحكيم المخاطرة والمراكز القصيرة وتسجيل الخيارات وتخصيص الأصول.

## تخصيص الأصول
يقسم الباحثون عند استخدام مفهوم تخصيص الأصول الإدارة الفعالة إلى قسمين، يقوم القسم الأول باختيار الأوراق المالية أو الأسهم ضمن فئة الأصول، في حين يحدث الاختيار في القسم الثاني بين فئات الأصول (والذي يسمى غالبًا تخصيص الأصول التكتيكي). قد يقرر صندوق الأسهم الأمريكية كبيرة الحجم على سبيل المثال الأسهم الأمريكية الكبيرة التي يجب إدراجها في الصندوق لتعمل هذه الأسهم أفضل -أو أسوأ- من الفئة بشكل عام. قد يختار صندوق آخر نقل الأموال لتوزيع استثمارها بين السندات والأسهم أو الانتقال لبلدان أخرى...إلخ، ستعمل فئة واحدة أيضًا في هذه الحالة بشكل أفضل -أو أسوأ- من الأخرى.
تسمى الحالة التي يغير فيها الصندوق فئة أصوله «بانحراف النمط»، يعتبر المكان الذي يتحول فيه الصندوق المستثمر عادة في السندات الحكومية لأسهم الشركات الصغيرة في الأسواق الناشئة مثالًا على ذلك. بالرغم من أن هذا يعطي أكبر قدر من التقدير للمدير إلا أنه يصعّب على المستثمر (مدير المحافظ) تخصيص الأصول إن أراد ذلك أيضًا.

## الأداء
تعتمد فعالية محفظة الاستثمار النشطة على مهارة المدير وفريق البحث، ولكنها تعتمد أيضًا على كيفية تعريف مصطلح «النشط»، تدار العديد من الصناديق المشتركة المزعومة كصناديق نشطة مع تعديلات وتخصيصات طفيفة بمرور الوقت بغض النظر عن ظروف السوق. يتراجع المديرون الآخرون تمامًا عن التداول أو قد يقومون باستخدام استراتيجيات حذرة خلال فترات تراجع السوق الطويلة. يكون لهاتين المجموعتين من المديرين النشيطين غالبًا خصائص أداء مختلفة للغاية.
تعتبر ما يقارب من الـ20% من جميع صناديق الاستثمار المشتركة على أنها صناديق مؤشر بشكل كامل. يحصل التوازن بشكل نشط في بعض النواحي فقط. ونادرًا ما تتفوق أغلب صناديق الاستثمار المشتركة المدارة بشكل نشط على نظيراتها على مدار فترة زمنية طويلة وذلك لأن 45% من جميع صناديق الاستثمار المشتركة تعتمد على «فهرسة الخزنة» وهي إستراتيجية لإدارة الصناديق تعمل على أنها تابعة للمؤشر مع ارتباط أدائها بشكل وثيق بالمؤشر ولكن مع ذلك يسمون أنفسهم نشطين فقط من أجل تبرير الرسوم العالية لإداراتهم. تتضمن نشرة الخزنة المفهرسة عادة عبارات مثل «80% من المقتنيات ستكون أسهم نمو كبيرة في مؤشر ستاندرد آند بورز 500» مما يتسبب في أن غالبية أدائها يعتمد بشكل مباشر على أداء مؤشر نمو السهم الذي يقومون بقياسه.
تظهر بطاقات الأداء القياسية الفصلية لمؤشر ستاندرد آند بورز الفصلية أن أقلية من صناديق الاستثمار المشتركة المدارة بشكل نشط لديها مكاسب أفضل من مؤشر ستاندرد آند بورز القياسي. تنخفض النسبة المئوية للأموال المدارة بشكل نشط والتي تتجاوز مكاسبها مؤشر ستاندرد آندر بورز مع زيادة مدة المقارنة، يُعزى السبب لكثرة أموال صناديق الخزنة الداخلة في الدراسة.
تعتبر حوالي 30% من صناديق الاستثمار المشتركة فقط نشطة بما فيه الكفاية بشكل يكون لدى المدير فيها القدرة على الخروج تمامًا من فئة الأصول عند تراجع السوق -وهو ما يتوقعه العديد من المستثمرون من الإدارة النشطة- يوجد من الـ30% هذه مؤدون جيدون في إدارة أعمالهم أو قد يكون المؤدون بعيدون عن جو العمل ولكن هذه المجموعة التي تتفوق في الأداء هي أيضًا نفس المجموعة التي تتفوق في الأداء على المحافظ التي تدار بشكل سلبي على مدار فترات زمنية طويلة.
من الممكن أن يكون أداء الصندوق المشترك النشط أو المدار بشكل سلبي أقل من الأداء المتوسط عن المقارنة مع المؤشر المرجعي وذلك نظرًا لرسوم ومصاريف الصندوق المشترك، وعلى الرغم من أن الأوراق المالية التي تضم الصندوق المشترك تفوق الأداء المرجعي بسبب أن الفهارس ليس لديها نفقات على الإطلاق، مع ذلك لا يزال هناك طلب على الإدارة النشطة وذلك نظرًا لأن العديد من المستثمرين غير راضين عن العائد القياسي المجمل. يوجد بالإضافة لذلك العديد من المستثمرين الذين يعتقدون أن الإدارة النشطة هي إستراتيجية استثمار جذابة في الأسواق المتقلبة أو المتراجعة أو عند الاستثمار في قطاعات السوق التي من غير المرجح أن تكون مربحة عند حسابها بشكل اجمالي. قد تتضمن هذه الأنواع من القطاعات قطاعات مثل أسهم الشركات الصغيرة.

## مزايا الإدارة النشطة
عامل الجذب الرئيسي للإدارة النشطة هو سماحه باختيار مجموعة متنوعة من الاستثمارات بدلًا من الاستثمار في كامل السوق، إذ قد يكون لدى المستثمرين مجموعة متنوعة من الدوافع لاتباع مثل هذه الاستراتيجية:
- قد يعتقد المستثمر أن الصناديق المدارة بشكل نشط تحقق نتائج أفضل بالمجمل من الصناديق المدارة بشكل ساكن.
- يعتقد المستثمرون أنهم يملكون بعض المهارة لاختيار المديرين النشطين والذين سيحسنون الأداء بعد الاستثمار.
- قد يكونون متشككين في فرضية السوق النشطة أو يعتقدون أن بعض قطاعات السوق أقل كفاءة في تحقيق الأرباح من غيرها.
- قد يرغبون في إدارة التقلبات من خلال الاستثمار في شركات أقل مخاطرة وعالية الجودة بدلًا من كامل السوق حتى وإن كان هذا على حساب عوائد أقل بقليل.
- قد يرغب بعض المستثمرين على العكس من ذلك تحمل مخاطر إضافية مقابل الحصول على عوائد أعلى من السوق.
- الاستثمارات التي لا ترتبط ارتباطًا وثيقًا بالسوق مفيدة كتنويع للمحفظة بالإضافة لأنها قد تقلل من التقلبات الكلية للحافظة.
- قد يرغب بعض المستثمرين في اتباع إستراتيجية تتجنب أو تقلل من الاستثمار في بعض المجالات مقارنة بكامل السوق بالمجمل، بالإضافة لأنها قد تجد صندوقًا مُدارًا بشكل نشط يتماشى مع أهدافها الاستثمارية الخاصة. على سبيل المثال: قد يفضل الموظف في شركة ذات أداء عالي النمو ويتلقى أسهمًا من الشركة أو يأخذ خيارات الأسهم كفوائد عدم استثمار أموال إضافية في نفس المجال.
- قد يحصل المستثمرون عند فصل مدير كان أداؤه ضعيفًا واستبداله بمدير مختلف مثلًا على بعض الدوافع النفسية.
- تستثمر العديد من صناديق الاستثمار المشتركة المدارة بفاعلية مع سجلات قوية طويلة الأجل في الأسهم القيمة. الأموال المدارة بشكل سلبي والتي تتتبع مؤشرات السوق الواسعة مثل إس & بّي 500 لديها أموال مستثمرة في جميع الأوراق المالية في هذا المؤشر، أي أسهم النمو والقيمة.
- أوصى بيرتون مالكيل والذي يعتبر مؤيدًا لنظرية السوق النشطة التي تعتبر صناديق المؤشرات عادة متفوقة على الإدارة النشطة في الأسواق المتقدمة، باستخدام الأموال المدارة في بعض الأسواق الناشئة.[5]